# Уайзман, Ричард
Ричард Уайзман (англ. Richard Wiseman; родился в 1966 году в Лондоне, Англия) — профессор по общественному пониманию психологии в Хердфордширском университете в Англии.
Перед тем, как окончить курс по психологии в Университетском колледже Лондона, Уайзман начал свою профессиональную карьеру иллюзионистом. После окончания курса он защитил докторскую по психологии в Эдинбургском университете.

## Исследования в сфере психологии
Уайзман известен тем, что критически исследует и часто разоблачает необычные явления, включая феномен паранормальных явлений. Он является членом комитета скептических расследований. Его исследования были опубликованы в различных академических журналах, освещены на различных конференциях, а также показаны в телепрограммах.
В 2004 году он принял участие в предварительном тестировании таланта Натальи Дёмкиной, молодой русской девушки, которая утверждает, что обладает особенным даром видеть внутренности человека и, основываясь на этом, ставить точный диагноз болезни. Тест, обоснованность которого сторонники Дёмкиной оспорили, был освещен на канале Дискавери, в документальном фильме под названием Девушка с рентгеновским взглядом.
Кроме того Уайзман исследовал принципы удачи и неудачи. Он опубликовал результаты этого исследования в книге по самопомощи под названием «Фактор везения». Он продемонстрировал, что удача и неудача зависят от измеримых привычек людей; например, удачливые люди, ожидая удачу, прилагают больше усилий в своих начинаниях, чем те, кто не ожидает удачи. Это в свою очередь ведет к тому, что они преуспевают и их вера в удачу укрепляется. Удачливые люди общительны и наблюдательны, и поэтому в их жизни больше случайных столкновений, чем в жизни неудачливых людей, столкновений, каждое из которых может принести счастливую возможность. Более того, удачливые люди предрасположены к тому, чтобы видеть позитивную сторону «неприятных» столкновений. В мысленном эксперименте, который описывал стрельбу в банке во время ограбления, удачливые люди считали, что им повезло, что их не убили, неудачливые же люди, напротив, считали, что им не повезло, что в них стреляли.
В 2010 году Уайзман возглавил Лабораторию смеха (англ. LaughLab), международный эксперимент по поиску самой смешной шутки в мире. Во время этого эксперимента были изучены региональные и культурные различия юмора.

### Публикации
Научные исследования Уайзмана были освещены в более чем 150 телепрограммах, включая телесериал Горизонт на канале BBC, Равноденствие (англ. Equinox) и Мир в действии (англ. World in Action). Он регулярный гость на радио BBC Radio 4, включая участие в программах (англ. Start the Week), (англ. Midweek) и (англ. Today programme). Уайзман также принимает участие в съемках английского телешоу Настоящие аферисты, где он объясняет психологию многочисленных махинаций и жульничества. Тематические статьи о его исследовательской деятельности были опубликованы в таких газетах как The Times, The Daily Telegraph и The Guardian.

## Работы
Уайзман опубликовал исследования по парапсихологии и психологии паранормальных явлений. Также он является автором книги «Паранормальное: Почему мы видим то, чего нет» (2011) (англ. Paranormality: Why We See What Isn't There), в которой он исследует паранормальные феномены с психологической точки зрения.
Ричард Уайзман является автором популярного YouTube канала Quirkology, который больше всего известен по серии видео под названием Пари, которые вы всегда выиграете (англ. Bets You Will Always Win).

## Награды

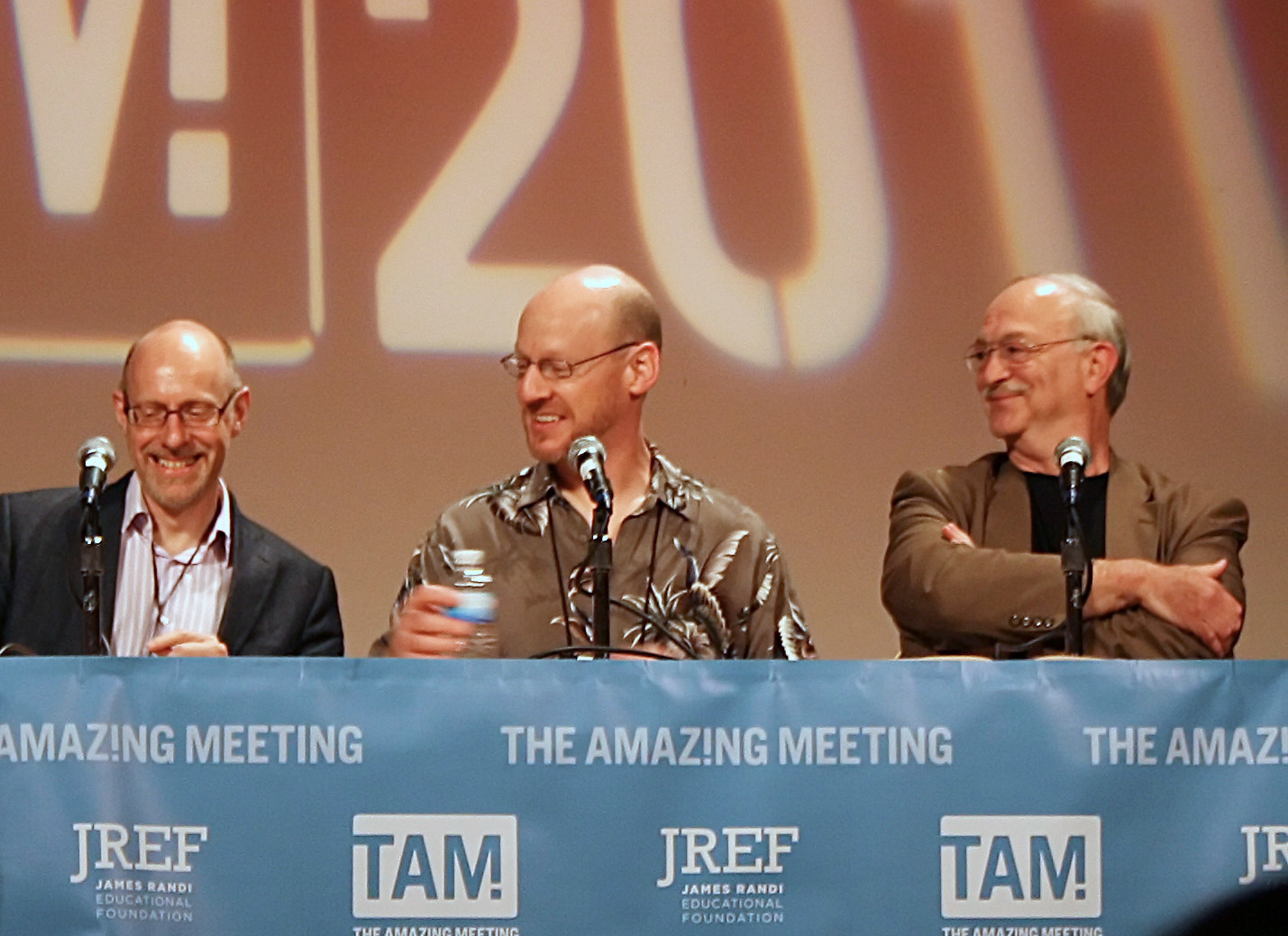
Ричард Вайзмен (слева) во время TAM9 в 2011, с Фил Плейт и Джо Никел

- CSICOP Public Education in Science Award, 2000[11]
- Премия Джозефа Листера Британской научной ассоциации, 2002[11]
- NESTA DreamTime Fellowship for his innovative work in science communication, 2004[12]
- Премия Дэвида Аттенборо Лондонского королевского общества, 2023[13]

## Книги
- Wiseman, R. & Morris, R. L. (1995). Guidelines for Testing Psychic Claimants. Hatfield, UK: University of Hertfordshire Press (US edition: Amherst, USA: Prometheus Press).
- Milton, J. & Wiseman, R. (1997). Guidelines for Extrasensory Perception Research. Hatfield, UK: University of Hertfordshire Press.
- Wiseman, R. (1997). Deception and self-deception: Investigating Psychics. Amherst, USA: Prometheus Press
- Lamont, P. & Wiseman, R. (1999). Magic in Theory: an introduction to the theoretical and psychological elements of conjuring. Hatfield, UK: University of Hertfordshire Press (US edition: Hermetic Press).
- Wiseman, R. (2002). Laughlab: The Scientific Search For The World’s Funniest Joke. London, UK: Random House
- Wiseman, R. (2003). The Luck Factor. London, UK: Random House
- Wiseman, R. (2004). Did you spot the gorilla? How to recognise hidden opportunities in your life. London, UK: Random House
- Wiseman, R. & Watt, C. (2005). Parapsychology. London, UK: Ashgate International Library of Psychology. Series Editor, Prof. David Canter
- Wiseman, R. (2007). Quirkology. London, UK: Pan Macmillan
- Wiseman, R. (2009). 59 Seconds: Think a Little, Change a Lot. London, UK: Pan Macmillan
- Wiseman, R. (2011). Paranormality: Why we see what isn’t there. London, UK: Pan Macmillan